# 福州第三中学
座標: 北緯26度05分41.51秒 東経119度17分24.75秒 / 北緯26.0948639度 東経119.2902083度
福州第三中学（ふくしゅうだいさんちゅうがく）とは、中国福建省福州市の中学校である。福州三中とも呼ばれている。
1942年、福州市立初級中学として、福州に設立された。8年後に、名称は福州市立第一中学に変更した。1952年、黃花崗、福華、中建の三私立中学校を吸収合併し、福州第三中学と改称した。1984年1月19日、長崎女子商業高等学校と友好締結した:106。

## 部活動

### 文化部
- 湖浜文社（湖滨文社）：1980年代成立した文学クラブ。
- 楚門演劇部（楚门话剧社）：新劇を演出するクラブ。
- 模擬国連部（模拟联合国社）
- 無戒動漫社（无戒动漫社）：アニメ（動画）・漫画を研究する同好会。
- 化学部

### 運動部
- 福州三中サッカー部（福州三中足球社）

## 付属学校
- 福州第十九中学